# Neocteniza pococki
Espèce
Neocteniza pococki est une espèce d'araignées mygalomorphes de la famille des Idiopidae.

## Distribution
Cette espèce est endémique du Venezuela.

## Description
La femelle holotype mesure 23,29 mm et le mâle décrit par Goloboff et Platnick en 1992 4,70 mm.

## Étymologie
Cette espèce est nommée en l'honneur de Reginald Innes Pocock.

## Publication originale
- Platnick & Shadab, 1976 : A revision of the mygalomorph spider genus Neocteniza (Araneae, Actinopodidae). American Museum Novitates, no 2603, p. 1-19 (texte intégral).